# Antillicharis gryllodes
Antillicharis gryllodes is een rechtvleugelig insect uit de familie krekels (Gryllidae). De wetenschappelijke naam van deze soort is voor het eerst geldig gepubliceerd in 1772 door Pallas.